# الأمير الحفني
الأمير الحفنى ولد الأمير محمد الحفنى عمر يوسف، بقرية طفنيس المطاعنة التابعة لمدينة اسنا بمحافظة قنا بصعيد مصر سنة 1901 م.
كان والده محمد الحفنى عمر - رحمه الله محفظًا للقرآن الكريم، حفظ على يديه معظم أهالي القرية،
وقد حفظ الأمير القرآن الكريم في سنٍّ مبكرة ثم تلقَّى تعليمه بالأزهرالشريف، حتى حصل على شهادة العالمية عام 1929 م.

## تدرجه الوظيفي
- عين بالأوقاف، وتنقل في مناصب وزارة الأوقاف حتى وصل إلى منصب مراقب عام الدعوة في محافظتى قنا، وأسوان
- بعد إحالته للمعاش صدر قرار جمهورى سنة 1964 م بتعينه شيخًا لمسجد سيدى عبد الرحيم بقنا.

## التصوف
اشتغل بعلم التصوف فكان من أبناء الطريقة الخلوتية، حيث أخذ العهد على يد الدومى الذي كان يقول له: «أنت أمير واسمك الأمير» وأذِنَ له الدومى بالإرشاد ولكن الحفنى اعتذر وقبل منه الدومى العذر ثم أخذ من الرملي، ثم من محمد الطاهر الحامدى، ثم من عامر عبد الرحيم سعيد، وكانت له زيارات مستمرة للشيخ أحمد بن أبي الوفا الشرقاوى.

## جهوده العلمية
كان أديبًا بارعًا، وناظمًا وناثرًا، تمتاز كتاباته بالشمول ورشاقة الأسلوب، له: 
- ديوان (الأمير الحفنى) في «التصوف»،
- قصائد في مدح الرسول (صلى الله عليه وسلم)

## وفاته
توفى في 21 أكتوبر 1992 م وله ضريحٌ بجوار المسجد الحسيني بقرية طفنيس المطاعنة في مدينة اسنا بمحافظة الأقصر.